# Centre de rétention
Cet article possède un paronyme, voir Centre de détention.
Un centre de rétention est un lieu de privation de libertés, généralement utilisé pour interner les personnes issues de l'immigration illégale. On en trouve un peu partout dans le monde, dans les pays subissant une pression migratoire, mais également dans les pays d'origine des migrants. Ces centres de rétention sont établis avec le concours des États.

## Canada
Au Canada, il existe trois centres de surveillance de l'immigration, lesquels ont une faible capacité de détention de migrants (183 détenus à Toronto, 109 à Montréal, 70 à Surrey). La détention dans ces centres peut inclure la détention d'enfants de migrants,.
Environ 2 000 des 8 000 migrants détenus entre 2015 et 2020 par l'Agence des services frontaliers du Canada sont plutôt envoyés dans des prisons provinciales en vertu de contrats avec les provinces.

## États-Unis
Le département américain de la Sécurité intérieure admet que les conditions de vie dans les centres de rétention texans sont très dangereuses.

## France
En 2023, le nombre total de places en centre de rétention administrative est de 1 948, réparties sur vingt-cinq établissements.
Selon le rapport commun des associations sur les centres de rétention, 46 955 personnes ont fait l'objet d'un placement en rétention en 2023, dont 16 969 en métropole et 29 986 en Outre-mer. Parmi ces personnes, 3 349 étaient mineurs, dont 3 262 enfants pour Mayotte. Les mineurs ne peuvent pas faire l'objet d'une mesure d'éloignement mais pouvaient cependant, avant le 1er janvier 2024, être retenus avec au moins un de leurs parents faisant l'objet d'une mesure d'éloignement dans un CRA. Cette disposition ne s'appliquera à Mayotte qu'en 2027.

## Japon
Le Japon cherche à limiter l'arrivée des réfugiés et utilise comme moyen de pression les conditions très dures de rétention. Environ 1 500 personnes sont détenues dans les centres d'immigration au Japon en 2020 ; l'année précédente, 198 d'entre elles avaient entamé une grève de la faim pour attirer l'attention sur leurs conditions de vie.

## Pakistan
Le 26 octobre 2023, le gouvernement du Pakistan ordonne la création de plusieurs centre de rétentions pour 1,7 million d'Afghans qui sont en situation irrégulière. À partir du 1er novembre, ils seront expulsables et n'ont le droit d'emmener avec eux qu'un nombre limité d'effets personnels et une somme maximum équivalent à 178 dollars américains. Ils doivent laisser leur bétail derrière eux.

## Pays-Bas
Avant d'être éloigné ou expulsé, un ressortissant étranger qui séjourne illégalement aux Pays-Bas et qui ne quitte pas le territoire de son plein gré peut être placé en détention provisoire (vreemdelingenbewaring (nl)) s'il existe un risque qu'il se soustraie à la surveillance. Cette mesure, à l'initiative du procureur adjoint ou par un agent du Service de retour et de départ (nl) (DT&V), n'est pas une sanction judiciaire. Elle autorisée que si la personne peut effectivement être expulsée et qu'il n’existe pas d’autres options moins drastiques et ayant la même finalité.
Les étrangers en situation irrégulière peuvent en principe être détenus jusqu'à six mois. La période de détention peut être prolongée jusqu'à 18 mois maximum si la personne refuse de coopérer ou si les documents de voyage nécessaires n'ont pas encore été reçus. Toute prolongation de la détention fait l'objet d'un examen par un tribunal.
Il existe trois centres de détention spécialisés aux Pays-Bas, à Schiphol, à Rotterdam et à Zeist. Ce dernier peut accueillir des familles avec enfants mineurs, ainsi que des mineurs non accompagnés.